# Жанна Модільяні
Жанна Модільяні (фр. Jeanne Modigliani; 29 листопада 1918, Ніцца — 27 липня 1984, Париж) — французька письменниця, перекладачка, учасниця Французького руху Опору під час Другої світової війни.

## Життєпис
Єдина дочка італійського художника Амедео Модільяні і французької художниці Жанни Ебютерн. На момент смерті батьків дівчинці було 14 місяців. Про юну Жанну дбали її бабусі і дідусі, поки її не удочерила сестра Модільяні.
У 1958 році написала життєпис свого батька «Модільяні: людина і міф» італійською мовою, того ж року книгу переклали англійською, а 1961 року видали французькою мовою.
Одружилася з італійським економістом і журналістом Маріо Чезаре Сільвіо Леві.
Під час Другої світової війни брала участь в діяльності французького Опору. За цей час вона зустріла іншого бійця опору, Вальдемара Нехштейна на прізвисько «Вальді», який також був одружений. У них почався роман, і в травні 1946 Жанна народила дочку Анну. Зрештою, обидва розлучилися і нарешті побралися. Їх друга дочка Лаура народилася в 1951. В 1980 році Модільяні й Нехштейн розлучилися. 
Померла 27 липня 1984 року від крововиливу в мозок у результаті випадкового падіння.